# Islam in Turchia
L'Islam è la religione più praticata in Turchia. La presenza consolidata dell'Islam nella regione che oggi costituisce la Turchia moderna risale alla seconda metà dell'XI secolo, quando i Selgiuchidi iniziarono ad espandersi nell'Anatolia orientale.
Secondo il governo, il 99% della popolazione turca è musulmano, sebbene alcuni sondaggi forniscano una stima leggermente inferiore del 96,2% con la scuola di pensiero più popolare (madhab) quella Hanafi dell'Islam sunnita, ma c'è anche una minoranza di sufi e musulmani aconfessionali.
Secondo un sondaggio sulla religiosità condotto in Turchia nel 2019 da OPTİMAR, l'89,5% della popolazione si identifica come musulmano, il 4,5% crede in Dio ma non appartiene a una religione organizzata, il 2,7% è agnostico, l'1,7% ateo e l'1,7% non ha risposto.
La maggior parte dei musulmani in Turchia sono sunniti, formando circa il 90% delle scuole e correnti islamiche complessive. Le restanti sette musulmane, che formano circa il 9% della popolazione musulmana complessiva, sono costituite da Aleviti, Ja'fari (che rappresentano l'1%) e Alawiti (con una popolazione stimata di circa 1 milione) che rappresenta circa l'1% della popolazione musulmana complessiva in Turchia.

## Storia

### Imperi islamici

La conquista islamica si estese all'Anatolia durante il successivo periodo abbaside.

Durante le conquiste musulmane del VII e dell'inizio dell'VIII secolo, gli eserciti arabi fondarono l'Impero islamico. L'età d'oro islamica fu presto inaugurata verso la metà dell'VIII secolo con l'ascesa del Califfato abbaside e il trasferimento della capitale da Damasco a Baghdad.

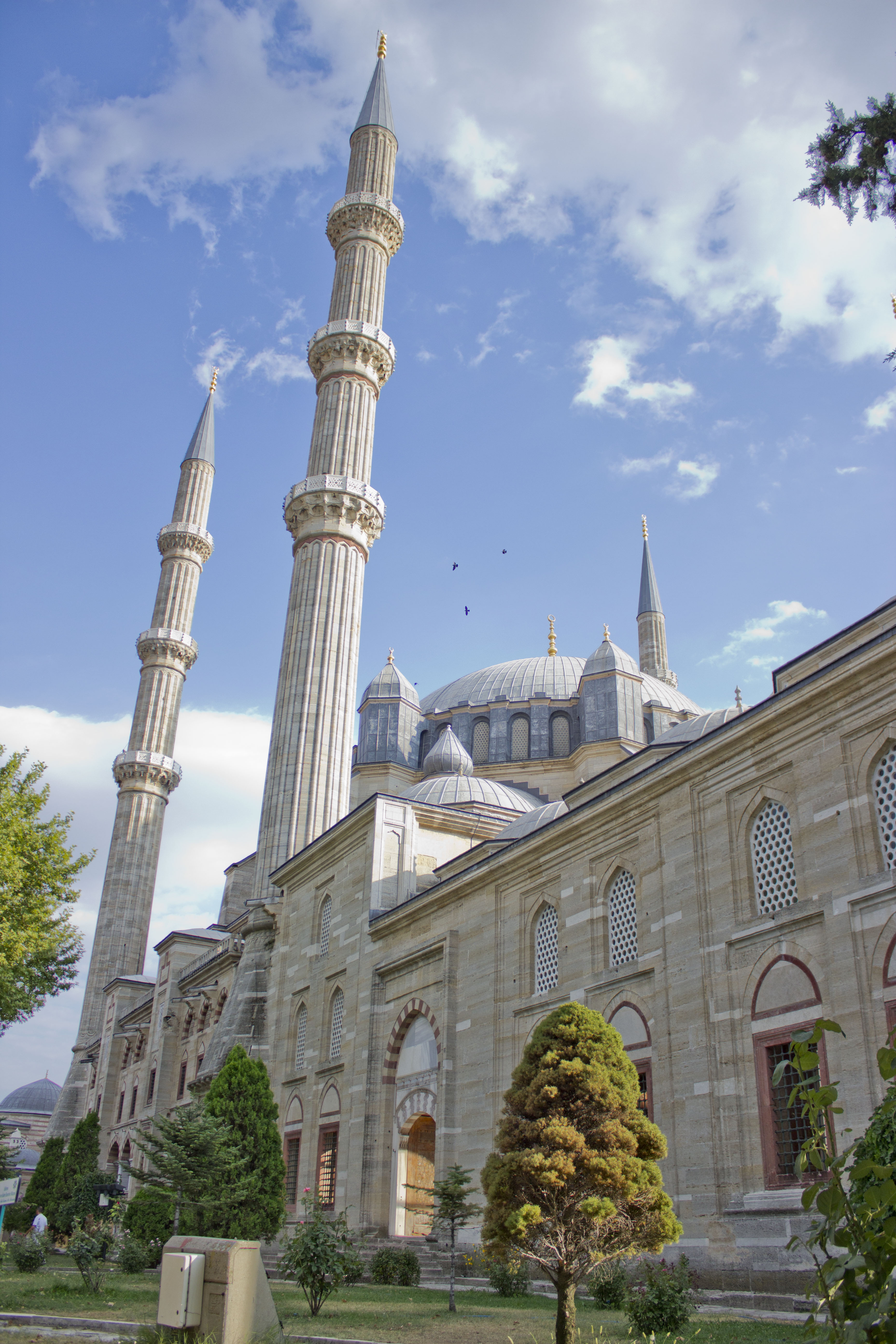
Moschea Selimiye, Edirne.

Il periodo successivo vide l'espansione iniziale e la presa di Creta (840), ma gli Abbasidi spostarono presto la loro attenzione verso oriente. Durante la successiva frammentazione del dominio abbaside e l'ascesa dei loro rivali sciiti, i Fatimidi e i Buyidi, una rinata Bisanzio riconquistò Creta e la Cilicia nel 961, Cipro nel 965 e si spinse nel Levante nel 975. I Bizantini si opposero con successo ai Fatimidi per l'influenza nella regione fino all'arrivo dei turchi selgiuchidi che prima si allearono con gli Abbasidi e poi governarono de facto.
Nel 1068 Alp Arslan e le tribù turkmene alleate riconquistarono molte terre abbaside e invasero persino le regioni bizantine, spingendosi ulteriormente nell'Anatolia centrale e orientale dopo una grande vittoria nella battaglia di Manzicerta nel 1071. La disintegrazione della dinastia selgiuchide, la prima dinastia turca unificata, portò all'ascesa di regni turchi successivi, più piccoli e rivali come i Danishmendidi, il Sultanato di Rum e vari Atabeg che contestarono il controllo della regione durante le Crociate e in modo incrementale si espansero in tutta l'Anatolia fino all'ascesa dell'Impero ottomano.

### Califfato ottomano

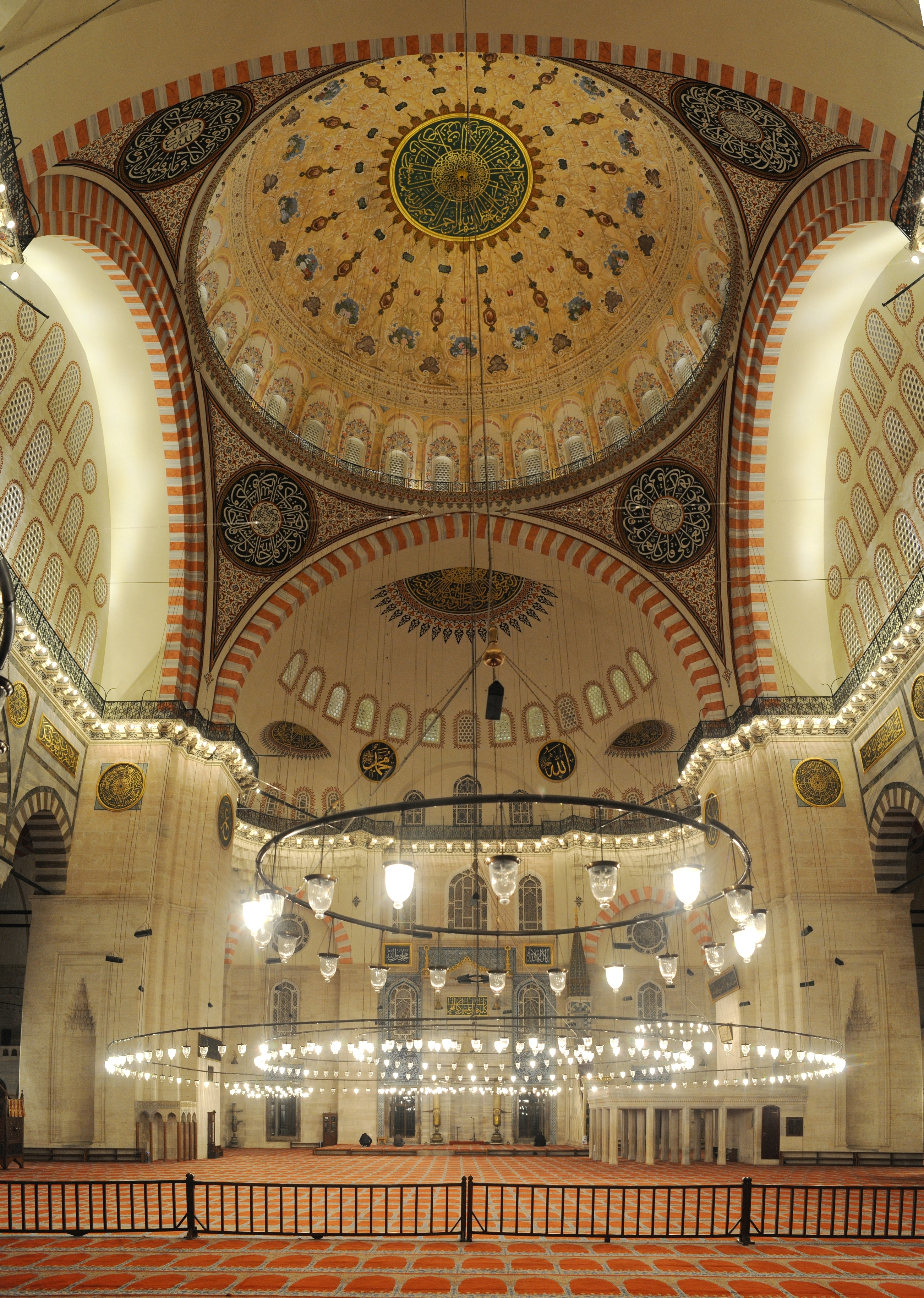
Moschea di Solimano, Istanbul.

A partire dal XII secolo, giunsero nuove ondate di migranti turchi, molti dei quali appartenevano a ordini sufi, alcuni dei quali in seguito incorporarono credenze eterodosse. Un ordine sufi che fece appello ai turchi in Anatolia dopo il 1300 fu il Safaviyya, un ordine che originariamente era sunnita e non politico, ma in seguito divenne sia sciita che politico con sede nel nord-ovest dell'Iran. Durante il XIV e il XV secolo, i Safavidi e ordini simili come i Bektaşi divennero rivali degli ottomani, che erano musulmani sunniti ortodossi, per il controllo politico dell'Anatolia orientale. Sebbene l'ordine Bektaşi fosse stato accettato come una setta di musulmani sunniti ortodossi, non abbandonò le convinzioni eterodosse. Al contrario, i Safavidi alla fine conquistarono l'Iran, abbandonarono le loro convinzioni religiose eterodosse e divennero sostenitori dell'Islam ortodosso sciita duodecimano. Nel 1453, la conquista della capitale bizantina di Costantinopoli, che i turchi chiamarono Istanbul, permise agli ottomani di consolidare il loro impero in Anatolia e Tracia. In seguito fecero rivivere il titolo di califfo durante il regno del sultano Selim. Nonostante l'assenza di una struttura istituzionale formale, i funzionari religiosi sunniti svolgevano un ruolo politico importante. La giustizia era amministrata dai tribunali religiosi; in teoria, il sistema codificato del şeriat regolava tutti gli aspetti della vita, almeno per i sudditi musulmani dell'impero. Il capo della magistratura si collocava direttamente al di sotto del sultano ed era secondo al potere solo al gran visir. All'inizio del periodo ottomano, la carica di gran mufti di Istanbul si evolvette in quella di Şeyhülislam (shaykh, o "leader dell'Islam"), che aveva la giurisdizione ultima su tutte le corti dell'impero e di conseguenza esercitava autorità sull'interpretazione e l'applicazione del şeriat. I pareri legali pronunciati dal Şeyhülislam erano considerati interpretazioni definitive.

### Era di secolarizzazione

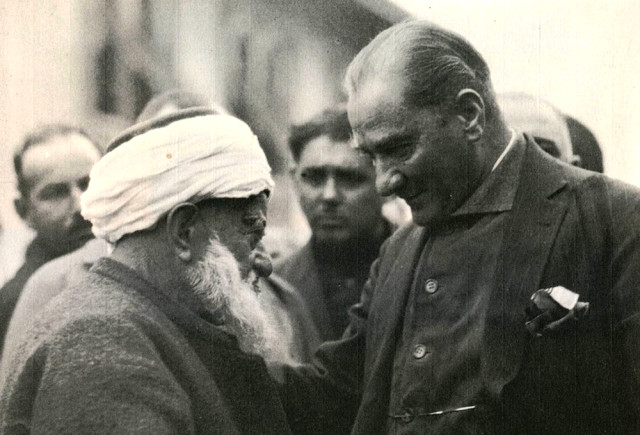
Il presidente Mustafa Kemal Atatürk e il mufti Abdurrahman Kamil Effendi ad Amasya (1930)

La secolarizzazione della Turchia iniziò nella società durante gli ultimi anni dell'Impero ottomano e fu la caratteristica più importante e controversa delle riforme di Atatürk. Sotto la sua guida fu abolito il califfato, l'ufficio politico-religioso supremo dell'Islam sunnita e simbolo della pretesa del sultano di essere alla guida mondiale di tutti i musulmani. Il potere civile delle autorità religiose e dei funzionari fu ridotto e infine eliminato. Le fondazioni religiose furono nazionalizzate e l'istruzione religiosa fu limitata e per un certo periodo vietata. Furono soppressi anche gli influenti e popolari ordini mistici delle confraternite dei dervisci, le Tariqa.

#### Periodo della Repubblica: 1923-oggi
Il ritiro della Turchia, erede dell'Impero ottomano, come presunto leader della comunità musulmana mondiale, fu il simbolo del cambiamento nel rapporto del governo con l'Islam. In effetti, il secolarismo (o laiklik) divenne una delle "ideologie kemaliste" del programma anticlericale di Atatürk per ricostruire la Turchia. Mentre l'Islam aveva formato l'identità dei musulmani all'interno dell'Impero ottomano, il secolarismo era visto come il modo di plasmare la nuova nazione turca e i suoi cittadini.

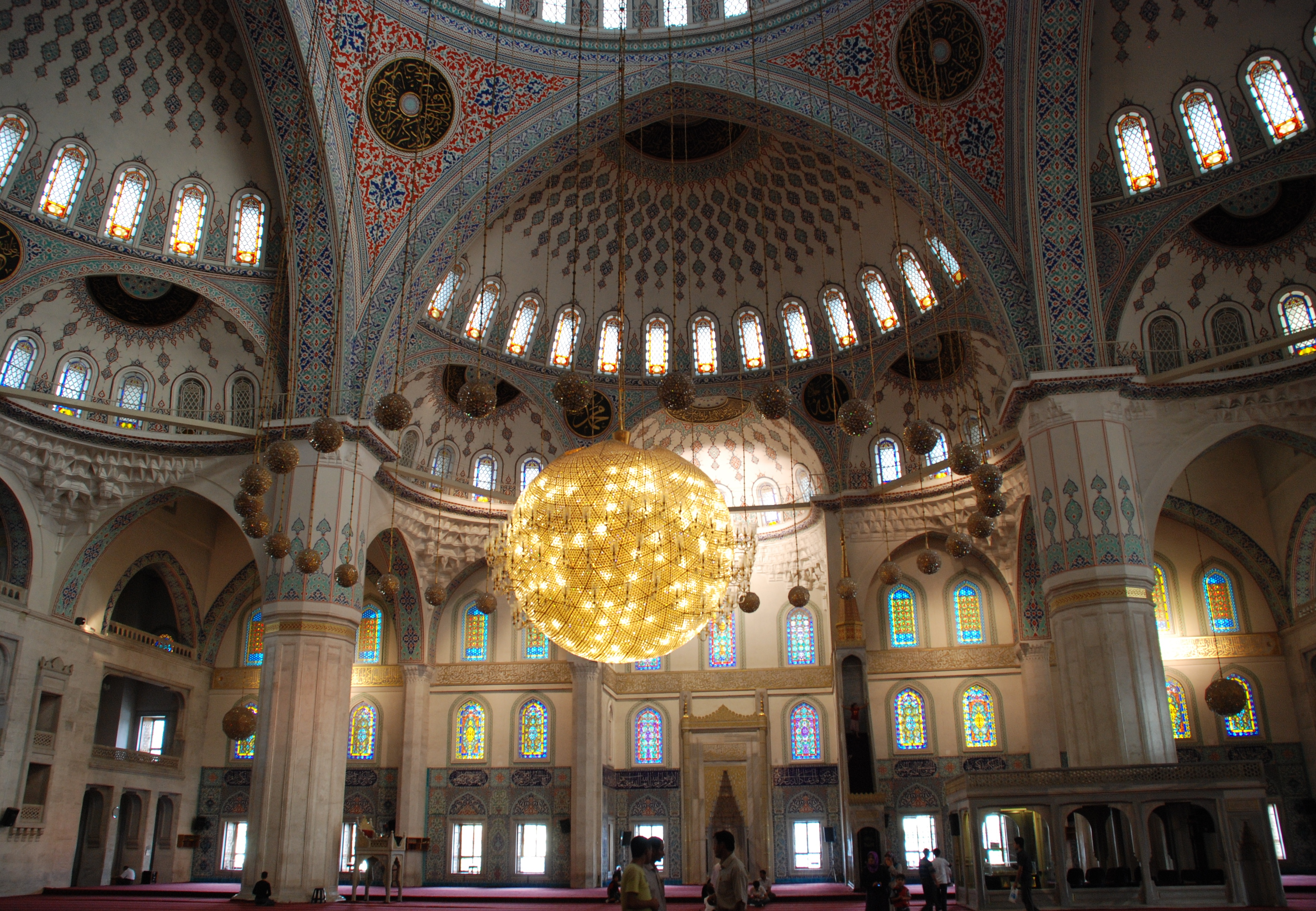
Moschea Kocatepe, Ankara.

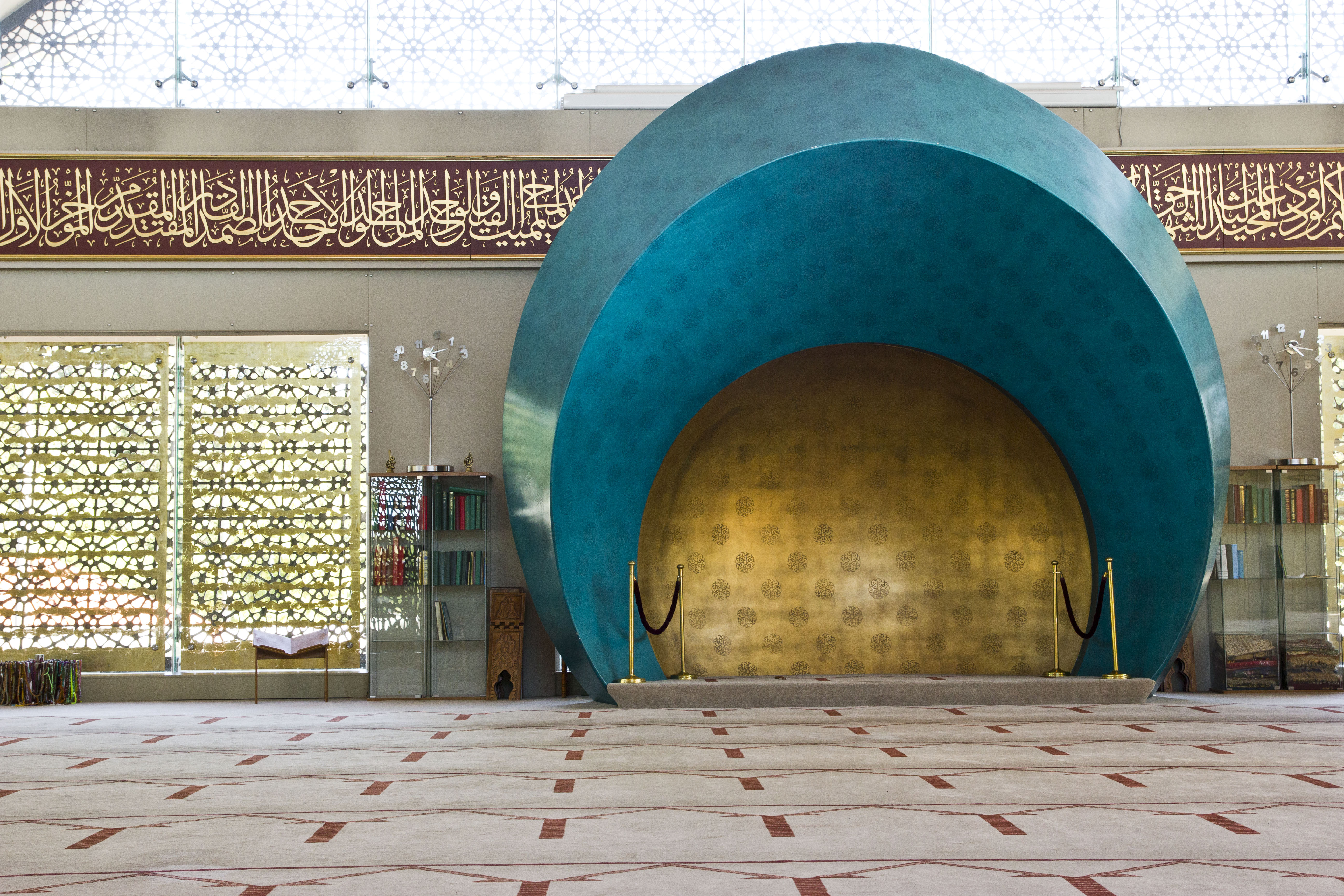
Moschea Şakirin a Istanbul. La moschea è stata progettata da Zeynep Fadıllıoğlu, la prima donna a progettare una moschea.

##### Le riforme di Atatürk
Nel 1922 il nuovo regime nazionalista abolì il sultanato ottomano e nel 1924 il califfato, la carica religiosa che i sultani ottomani avevano ricoperto per quattro secoli. Pertanto, per la prima volta nella storia islamica, nessun sovrano rivendicò la guida spirituale dell'Islam.

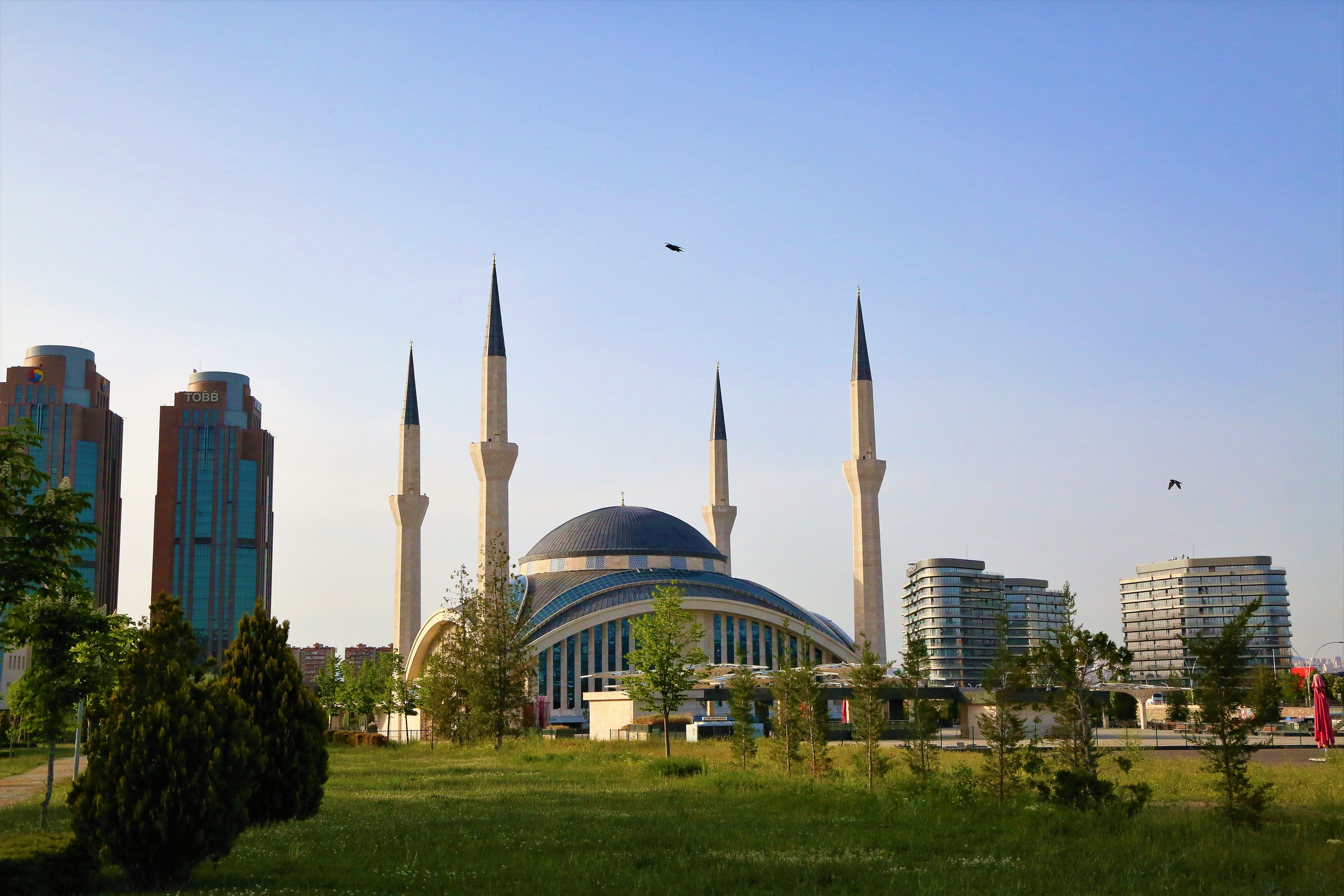
Una moschea moderna ad Ankara, in Turchia

Atatürk e i suoi alleati non solo abolirono alcune pratiche e istituzioni religiose, ma misero anche in dubbio il valore della religione, preferendo riporre la loro fiducia nella scienza. Consideravano la religione organizzata un anacronismo e la contrastavano con la "civiltà", che per loro significava una cultura razionalista e laica. L'instaurazione del secolarismo in Turchia non fu, come in Occidente, un processo graduale di separazione tra Chiesa e Stato. Nell'impero ottomano, tutte le sfere della vita, almeno in teoria, erano state soggette alla legge religiosa tradizionale e le organizzazioni religiose sunnite avevano fatto parte della struttura statale. Tuttavia, di solito lo stato aveva autorità sul clero e sulla legge religiosa, anche nel periodo ottomano (ad esempio molti sultani sostituirono degli Şeyhülislams, che non approvano la politica statale). Quando i riformatori dei primi anni 1920 optarono per uno stato laico, rimossero la religione dalla sfera dell'ordine pubblico e la limitarono esclusivamente a quella della morale, del comportamento e della fede personali. Sebbene l'osservanza privata dei riti religiosi poté continuare, la religione e l'organizzazione religiosa erano escluse dalla vita pubblica.
Le politiche che interessavano direttamente la religione erano numerose e radicali. Oltre all'abolizione del califfato, nuove leggi imposero l'abolizione dell'ufficio del Şeyhülislam, l'abolizione della gerarchia religiosa, la chiusura e la confisca di logge, luoghi di incontro e monasteri sufi e la messa al bando dei loro rituali e riunioni, l'istituzione del controllo del governo sui vakıf, che era stato inalienabile sotto la Sharia, la sostituzione della sharia con codici giuridici europei adattati, la chiusura delle scuole religiose, l'abbandono del calendario islamico a favore di quello gregoriano in uso in Occidente, le restrizioni all'abbigliamento pubblico che avessero associazioni religiose, con il fez bandito per gli uomini e il velo sconsigliato per le donne, e la messa al bando degli abiti tradizionali dei leader religiosi locali.
Atatürk e i suoi collaboratori tentarono anche di turchificare l'Islam incoraggiando ufficialmente pratiche come l'uso del turco anziché dell'arabo nelle devozioni, sostituendo con il termine turco Tanrı il lemma arabo Allah e introducendo il turco per le chiamate quotidiane alla preghiera. Questi cambiamenti nelle pratiche devozionali turbarono profondamente molti musulmani e provocarono un diffuso risentimento che portò, nel 1950, a un ritorno alla versione araba dell'invito alla preghiera, dopo che il partito di opposizione DP vinse le elezioni. Di effetto più duraturo furono le misure del regime che vietavano l'istruzione religiosa, limitavano la costruzione di nuove moschee e trasferivano le moschee esistenti a scopi secolari. In particolare, la Basilica di Santa Sofia (la basilica cristiana del VI secolo di Giustiniano, che era stata trasformata in moschea da Mehmet II) venne trasformata in un museo nel 1935. L'effetto di questi cambiamenti fu di assoggettare la religione, o più correttamente l'Islam, al controllo dello Stato. I Mufti e gli imam (leader di preghiera) venivano nominati dal governo e l'istruzione religiosa venne rilevata dal Ministero dell'Educazione Nazionale. Come risultato di queste politiche, la Repubblica Turca venne giudicata negativamente da alcune sezioni del mondo musulmano.
Ma l'aspettativa dell'élite dirigente laica, secondo la quale le politiche degli anni 1920 e 1930 avrebbero sminuito il ruolo della religione nella vita pubblica, non si concretizzò. Già nel 1925, le lamentele religiose furono una delle cause principali della ribellione di Şeyh Sait, una rivolta nel sud-est della Turchia che potrebbe aver causato fino a 30.000 vittime prima di essere repressa.
Sebbene la Turchia fosse secolarizzata a livello ufficiale, la religione rimase una forza potente. Dopo il 1950 alcuni leader politici cercarono di trarre vantaggio dall'attaccamento popolare alla religione sposando il sostegno a programmi e politiche che facevano appello alle inclinazioni religiose. Tali sforzi furono contrastati dalla maggior parte dell'élite statale, che credeva che il secolarismo fosse un principio essenziale dell'ideologia kemalista. Questa riluttanza ad apprezzare i valori e le credenze religiose portò gradualmente a una polarizzazione della società che divenne particolarmente evidente negli anni 1980 quando emerse una nuova generazione di leader locali, istruiti ma motivati dalla religione, per sfidare il dominio dell'élite politica secolarizzata. Questi nuovi leader erano decisamente orgogliosi dell'eredità islamica della Turchia e generalmente riuscirono ad adattare idiomi religiosi familiari per descrivere l'insoddisfazione per le varie politiche del governo. Con il loro stesso esempio di pietà, preghiera e attivismo politico, contribuirono a innescare una rinascita dell'osservanza islamica in Turchia. Nel 1994 gli slogan che promettevano che un ritorno all'Islam avrebbe curato i mali economici e risolto i problemi delle inefficienze burocratiche ottennero un fascino abbastanza generale da consentire a candidati religiosi di vincere le elezioni del sindaco a Istanbul e Ankara, le due città più grandi del paese.

##### Periodo multipartitico
Dopo l'allentamento dei controlli politici autoritari, nel 1946, un gran numero di persone iniziò a chiedere apertamente il ritorno alla pratica religiosa tradizionale. Durante gli anni 1950, anche alcuni leader politici trovarono opportuno unirsi ai leader religiosi nel sostenere un maggiore rispetto statale per la religione.
Una manifestazione più diretta della crescente reazione contro il secolarismo fu la rinascita delle confraternite sufi. Non solo riemersero gli ordini sufi soppressi come Kadiri, Mevlevi, Nakşibendi, Khālidiyyā e Al-Ṭarīqah al-Tijāniyyah, ma si formarono nuovi movimenti, tra cui il Nur Cemaati, il movimento Gülen, Sülaymānīyyā, la Comunità di İskenderpaşa e İsmailağa. I Tijāni divennero particolarmente militanti nell'affrontare lo stato. Ad esempio, danneggiarono i monumenti di Atatürk per simboleggiare la loro opposizione alla sua politica di secolarizzazione. Questo fu tuttavia un incidente molto isolato e coinvolse solo un particolare sceicco dell'ordine. Nel corso degli anni 1950, ci furono numerosi processi contro i Tijāni e altri leader sufi per attività antistatali. Contemporaneamente, tuttavia, alcuni movimenti, in particolare il Süleymancı e il Nurcular, collaborarono con quei politici percepiti come favorevoli alle politiche filo-islamiche. Il Nurcular alla fine sostenne il sistema politico multipartitico turco e uno dei suoi rami, il movimento Gülen, sostenne il Partito del Vero Sentiero mentre Işıkçılar ed Enver Ören sostennero apertamente il Partito della Madrepatria dalla metà degli anni 1980.

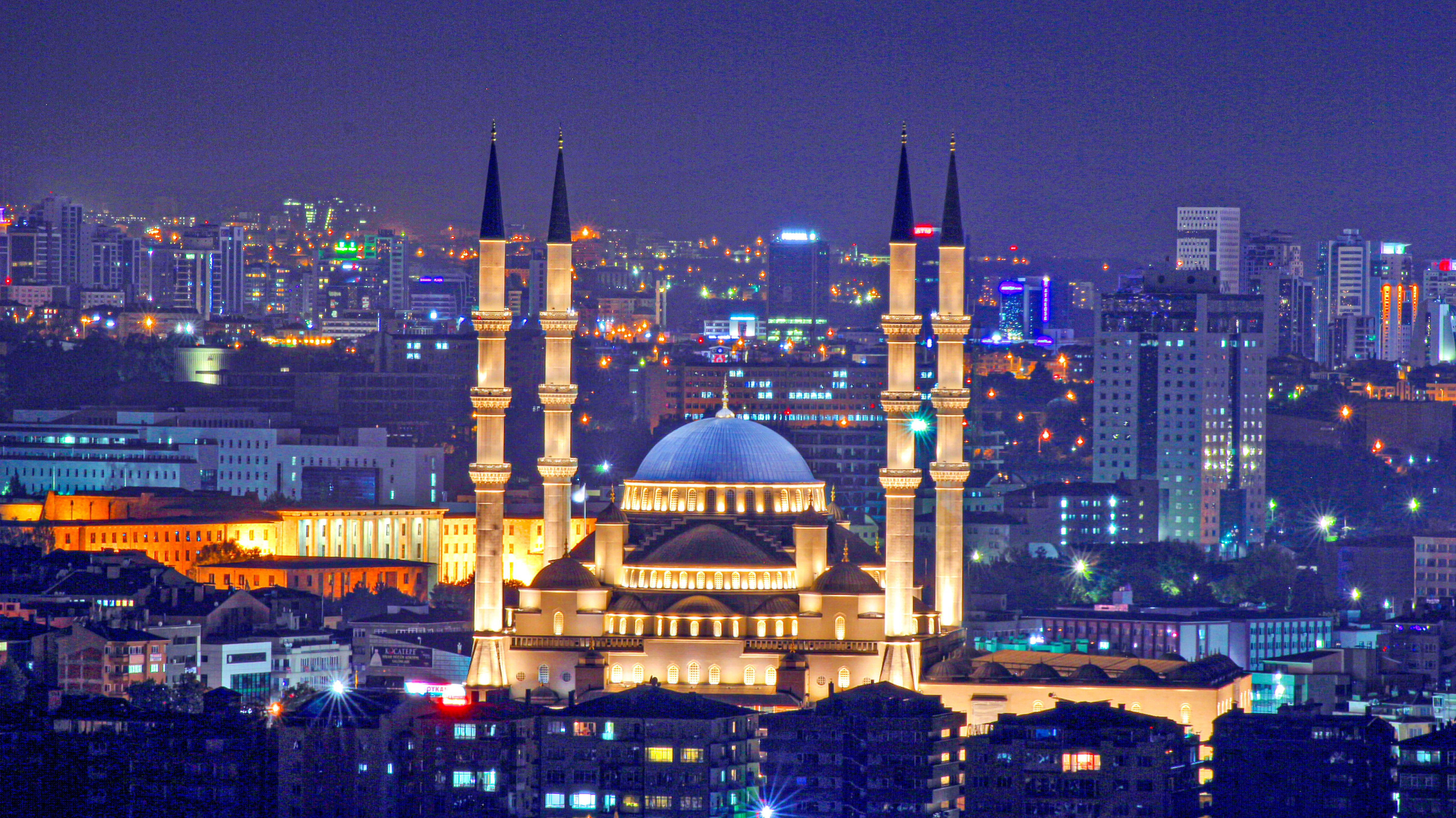
Moschea Kocatepe, Ankara.

La richiesta di ripristino dell'istruzione religiosa nelle scuole pubbliche iniziò alla fine degli anni 1940. Il governo rispose inizialmente autorizzando l'istruzione religiosa nelle scuole statali per quegli studenti i cui genitori lo richiedevano. Sotto il governo del Partito Democratico, negli anni 1950, l'istruzione religiosa era resa obbligatoria nelle scuole secondarie a meno che i genitori non facessero specifica richiesta di esonerare i propri figli. Nel 1982 l'istruzione religiosa venne resa obbligatoria per tutti i bambini delle scuole primarie e secondarie.
Inevitabilmente, la reintroduzione della religione nel curriculum scolastico sollevò la questione dell'istruzione superiore religiosa. Le élite laiche, che tendevano a diffidare dei leader religiosi tradizionalisti, credevano che l'Islam potesse essere "riformato" se i futuri leader fossero stati formati in seminari controllati dallo stato. Per promuovere questo obiettivo, nel 1949, il governo istituì una facoltà di divinità presso l'Università di Ankara per formare insegnanti di Islam e imam. Nel 1951 il governo del Partito Democratico istituì scuole secondarie speciali (scuole İmam Hatip) per la formazione di imam e predicatori. Inizialmente, queste scuole crebbero molto lentamente ma, durante gli anni 1970, il loro numero aumentò rapidamente fino a superare le 250 unità, quando il Partito per la salvezza nazionale pro-Islam partecipò ai governi di coalizione. Dopo il colpo di stato del 1980, i militari, sebbene di orientamento laico, consideravano la religione un mezzo efficace per contrastare le idee socialiste e quindi autorizzarono la costruzione di altre novanta scuole superiori İmam Hatip.
Durante gli anni 1970 e 1980, l'Islam visse una sorta di riabilitazione politica perché i leader laici di centro destra percepivano la religione come un potenziale baluardo nella loro lotta ideologica contro i leader laici di centro sinistra. Un piccolo gruppo di difesa che divenne estremamente influente fu il "Cuore degli intellettuali" (Aydınlar Ocağı), un'organizzazione che sosteneva che la vera cultura turca era una sintesi delle tradizioni preislamiche e dell'Islam turco. Secondo questa organizzazione, l'Islam non solo costituiva un aspetto essenziale della cultura turca, ma era una forza che poteva essere regolata dallo stato per aiutare a socializzare le persone affinché fossero cittadini obbedienti e acquiescenti all'ordine secolare generale. Dopo il colpo di stato militare del 1980, furono adottate molte delle proposte del gruppo per la ristrutturazione di scuole, college e trasmissioni radio e televisive statali. Il risultato fu l'epurazione da queste istituzioni di oltre 2.000 intellettuali percepiti come sostenitori di idee di sinistra incompatibili con la visione di una cultura nazionale turca.

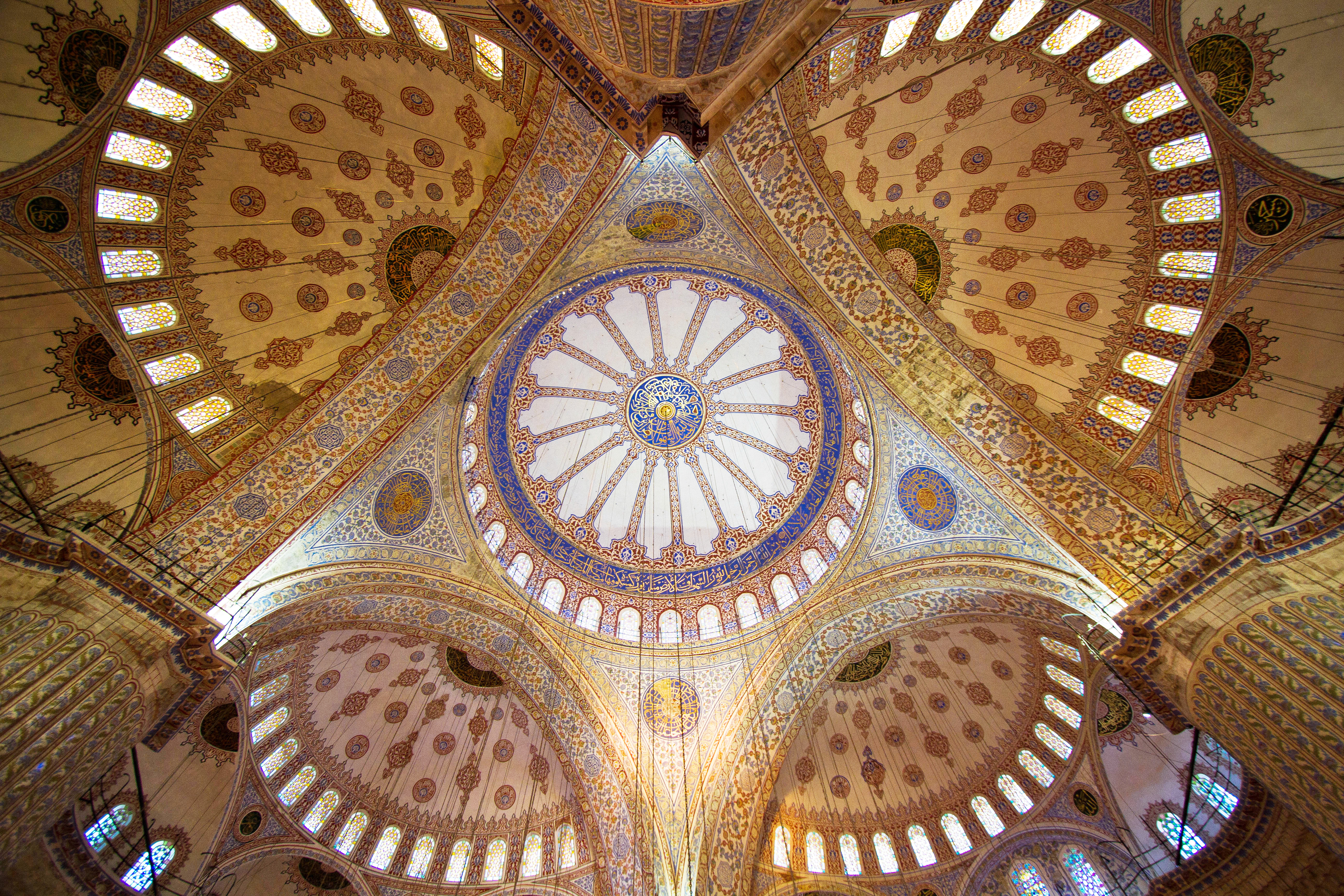
Interno della Moschea del Sultano Ahmed, Istanbul, costruita nel 1616.

L'atteggiamento più tollerante dello Stato nei confronti dell'Islam incoraggiò la proliferazione di attività religiose private, compresa la costruzione di nuove moschee e scuole coraniche nelle città, l'istituzione di centri islamici per la ricerca e conferenze sull'Islam e il suo ruolo in Turchia, e la creazione di giornali professionali e femminili di orientamento religioso. Fiorirono la stampa di giornali, la pubblicazione di libri religiosi e la crescita di innumerevoli progetti religiosi che andavano dai centri sanitari alle strutture per l'infanzia, dagli ostelli della gioventù alle istituzioni finanziarie e alle cooperative di consumo. Quando il governo legalizzò le trasmissioni private, dopo il 1990, vennero organizzate diverse stazioni radio islamiche. Nell'estate del 1994 la prima emittente televisiva islamica, Kanal 7, iniziò a trasmettere, prima a Istanbul e poi ad Ankara.
Sebbene la "tarikah" (il termine a volte può essere usato per riferirsi a qualsiasi "gruppo o setta", alcuni dei quali potrebbero non essere nemmeno musulmani) avesse svolto un ruolo fondamentale nella rinascita religiosa della Turchia e a metà degli anni 1990 pubblicava ancora molti giornali religiosi ampiamente diffusi, emerse un nuovo fenomeno, İslamcı Aydın (l'intellettuale islamista) non affiliato agli ordini sufi tradizionali. Scrittori prolifici e popolari come Ali Bulaç, Rasim Özdenören e İsmet Özel attinsero alla loro conoscenza della filosofia occidentale, della sociologia marxista e della teoria politica islamista radicale per sostenere una prospettiva islamica moderna che non esitava a criticare i veri mali della società pur rimanendo allo stesso tempo fedele ai valori etici e alle dimensioni spirituali della religione. Gli intellettuali islamisti erano aspramente critici nei confronti dagli intellettuali laici turchi, che accusavano di aver tentato di fare in Turchia ciò che gli intellettuali occidentali avevano fatto in Europa: sostituire il materialismo mondano, nella sua versione capitalista o socialista, ai valori religiosi.
Il 15 luglio 2016 in Turchia è stato tentato un colpo di stato da parte di una fazione all'interno delle forze armate turche con legami con il movimento Gülen, citando un'erosione della laicità.

### Status di libertà religiosa
La Costituzione prevede la libertà di religione e il governo in generale rispetta in pratica questo diritto; tuttavia, impone alcune restrizioni a tutte le espressioni religiose negli uffici governativi e nelle istituzioni statali, comprese le università, di solito per il motivo dichiarato di preservare lo stato laico e la distanza dello stato da tutti i tipi di credenze. La Costituzione stabilisce il paese come stato laico e prevede la libertà di credo, la libertà di culto e la diffusione privata delle idee religiose. Tuttavia, altre disposizioni costituzionali riguardanti l'integrità e l'esistenza dello stato secolare limitano questi diritti. La laicità, assumendo un significato di protezione dei credenti, svolge un ruolo importante per la protezione dello Stato.
Mentre la maggior parte dei paesi laici ha scuole religiose, in Turchia si può avere insegnamenti religiosi solo dopo un'età stabilita dallo stato, che è considerata una necessità dato che la Turchia è l'unico Paese notevolmente laico nel mondo musulmano; cioè si sostiene che le condizioni su cui fondare il secolarismo siano diverse da quelle del mondo cristiano. È vietata l'istituzione di scuole e università religiose private, indipendentemente dalla religione. È consentita solo la scuola superiore Imam-Hatip controllata dallo stato, a vantaggio solo della comunità islamica in Turchia. Questo tipo di scuole superiori insegnano materie religiose con la moderna scienza positiva. Tuttavia, i laureati di queste scuole non possono andare all'università per avere un'istruzione superiore in un altro campo di studio, ad esempio medicina, giurisprudenza, ingegneria ecc. perché i diplomati di queste scuole sono destinati ad essere chierici, piuttosto che medici o avvocati. Con l'ascesa del fondamentalismo nelle scuole, più di 370 scuole turche hanno firmato una dichiarazione politica, dell'Unione degli studenti delle scuole superiori della Turchia (TLB), per protestare contro quello che percepiscono come antisecolarismo nelle scuole. Di conseguenza, c'è stato un aumento delle obiezioni espresse alla conversione delle scuole in un Imam-Hatip, che ha colpito molte scuole turche dal 2012. Molti genitori si sono lamentati della crescente pressione delle scuole per diventare un Imam-Hatip.
Il governo sovrintende alle strutture e all'istruzione religiosa musulmana attraverso la sua Presidenza degli Affari Religiosi (Diyanet İşleri Başkanlığı), che riporta direttamente al Primo Ministro. Il Diyanet ha la responsabilità di regolare il funzionamento delle 85.000 moschee registrate nel paese e di assumere imam locali e provinciali, che sono funzionari pubblici. Alcuni gruppi, in particolare gli aleviti, affermano che il Diyanet riflette le credenze islamiche tradizionali escludendo altre credenze. Il governo afferma che il Diyanet tratta allo stesso modo tutti coloro che richiedono servizi, tuttavia gli aleviti non utilizzano le moschee o gli imam per le loro cerimonie di culto. Le cerimonie alevite si svolgono in "case Cem" e guidate da "Dede" che non beneficiano del grande budget degli Affari Religiosi.

#### Diyanet e il secolarismo

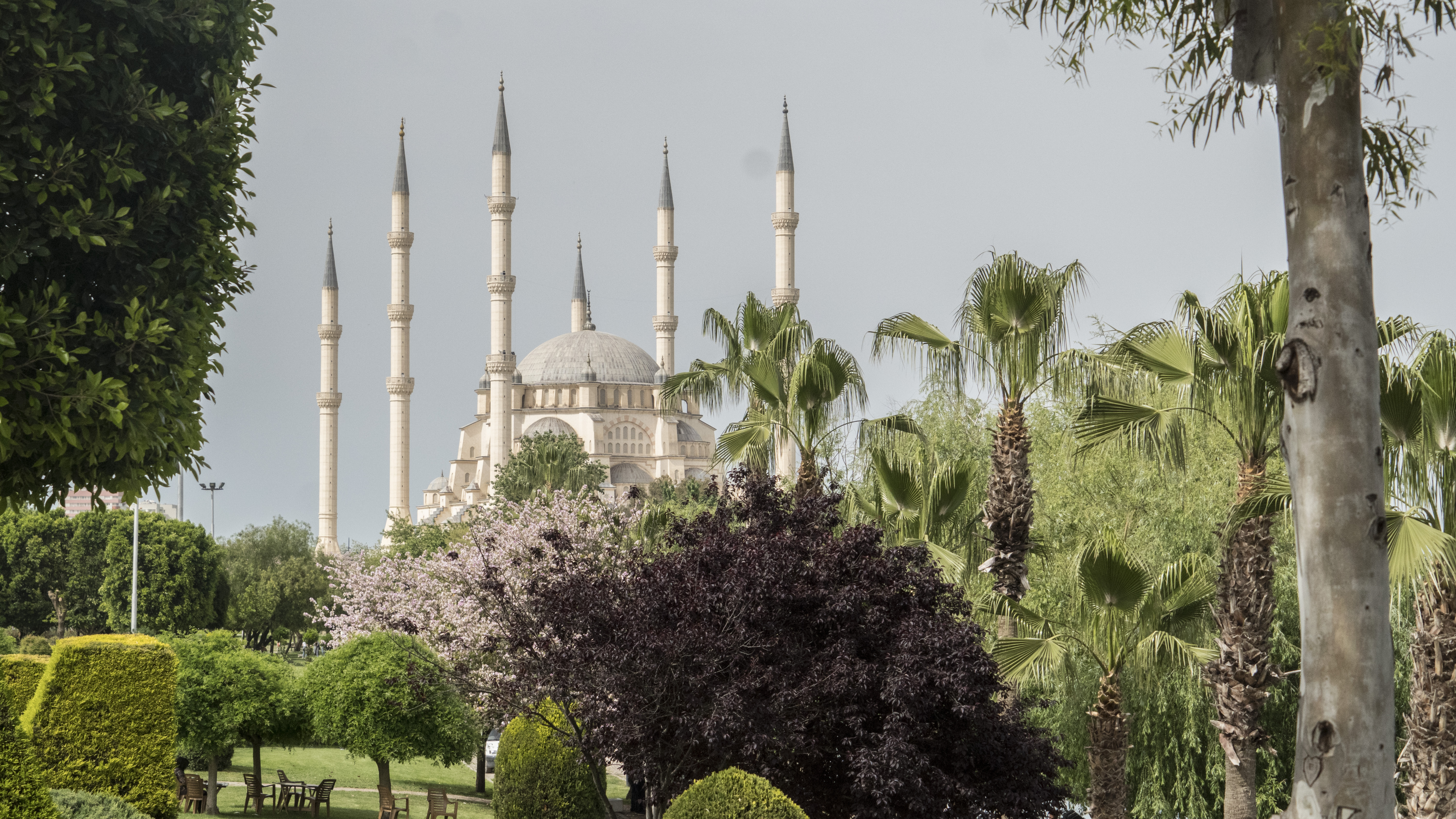
Sabancı Merkez Camii, Adana, costruita nel 1998, era la più grande moschea della Turchia quando fu costruita.

Sotto Atatürk vennero completate le riforme in direzione del secolarismo (abolizione del califfato, ecc.), tuttavia, la Turchia non è strettamente uno stato laico: non c'è separazione tra religione e stato, c'e una tutela della religione da parte dello stato, anche se ciascuno è libero di professare le sue convinzioni religiose.
C'è un'amministrazione chiamata "Presidenza degli affari religiosi" o Diyanet che gestisce 77.500 moschee. Questa agenzia statale, fondata da Atatürk (1924), finanzia solo il culto dei musulmani sunniti mentre le altre religioni devono garantire una gestione finanziariamente autosufficiente e devono affrontare ostacoli amministrativi durante il funzionamento.
Il Diyanet è un'istituzione statale ufficiale fondata nel 1924 e lavora per fornire istruzione coranica ai bambini, oltre a redigere sermoni settimanali consegnati a circa 85.000 diverse moschee. Inoltre, la Diyanet impiega tutti gli imam in Turchia.
Quando pagano le tasse, tutti i cittadini turchi sono uguali. L'aliquota fiscale non è basata sulla religione. Tuttavia, attraverso il Diyanet, i cittadini turchi non sono uguali nell'uso delle entrate. La Presidenza degli Affari Religiosi, che aveva un budget di oltre 2,5 miliardi di dollari nel 2012, finanzia solo il culto dei musulmani sunniti.
Questa situazione presenta un problema teologico, nella misura in cui l'Islam stabilisce, attraverso la nozione di haram (Corano, Sura 6, versetto 152), che occorre "dare piena misura e pieno peso a ogni giustizia".
Ordini sufi come Aleviti - Bektashi, Bayrami - Jelveti, Halveti (Gulshani, Jerrahi, Nasuhi, Rahmani, Sunbuli, Ussaki), Hurufi - Rüfai, Malamati, Mevlevi, Nakşibendi (Halidi, Haqqani), Qadiri - Galibi e Ja'fari non sono ufficialmente riconosciuti.
Nel 2013, con oltre 4,6 miliardi di lire turche, il Diyanet o Presidenza degli Affari Religiosi, occupa la 16ª posizione della spesa del governo centrale. Lo stanziamento assegnato al Diyanet è:

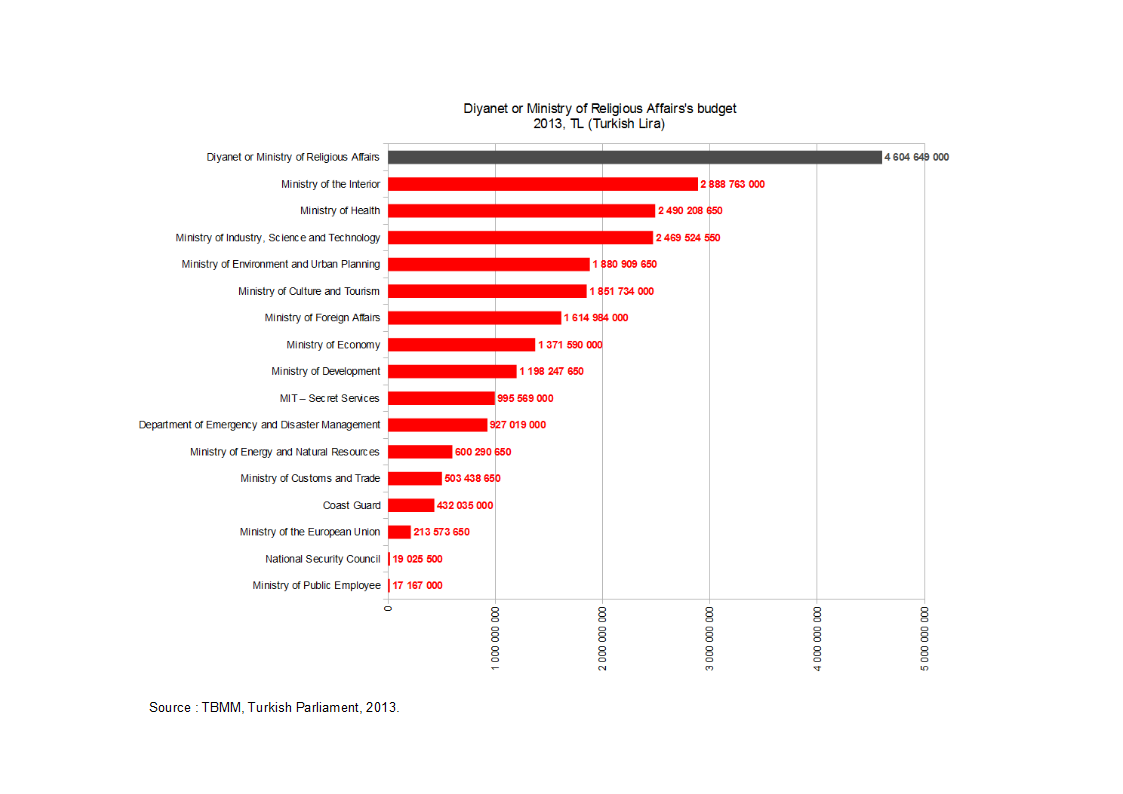
Il bilancio di Diyanet nel 2013 - Fonte: TBMM, Parlamento turco, 2013.

- 1,6 volte superiore a quello del Ministero dell'Interno[21]
- 1,8 volte superiore a quello del Ministero della Salute[21]
- 1,9 volte superiore a quello del Ministero dell'Industria, Scienza e Tecnologia[21]
- 2,4 volte superiore a quello del Ministero dell'Ambiente e dell'Urbanistica[21]
- 2,5 volte superiore a quello del Ministero della Cultura e del Turismo[21]
- 2,9 volte superiore a quello del Ministero degli Affari Esteri[21]
- 3,4 volte superiore a quello del Ministero dell'Economia[21]
- 3,8 volte superiore a quello del Ministero dello Sviluppo[21]
- 4,6 volte superiore a quello del MIT – Secret Services[21]
- 5,0 volte superiore a quello del Dipartimento per la gestione delle emergenze e dei disastri[21]
- 7,7 volte superiore a quello del Ministero dell'Energia e delle Risorse Naturali[21]
- 9,1 volte superiore a quello del Ministero delle dogane e del commercio[21]
- 10,7 volte superiore a quello della Guardia Costiera[21]
- 21,6 volte superiore a quello del Ministero dell'Unione Europea[21]
- 242 volte superiore a quello del Consiglio di sicurezza nazionale[21]
- 268 volte superiore a quello del Ministero dei dipendenti pubblici[21]

Il budget di Diyanet rappresenta:
- 79% dello stanziamento della Polizia[21]
- 67% del bilancio del Ministero della Giustizia[21]
- 57% dello stanziamento degli Ospedali Pubblici[21]
- 31% dello stanziamento della Polizia Nazionale[21]
- 23% dello stanziamento dell'esercito turco[21]

#### Problema del velo
| Ti copri quando esci?   | Ti copri quando esci? | Ti copri quando esci? | Ti copri quando esci? |
| ----------------------- | --------------------- | --------------------- | --------------------- |
|                         | 1999                  | 2012                  |                       |
| No, io no               | 47,3%                 | 66,5%                 |                       |
| Sì, indosso un velo     | 33,4%                 | 18,8%                 |                       |
| Sì, indosso un turbante | 15,7%                 | 11,4%                 |                       |
| Sì, indosso un çarşaf   | 3,4%                  | 0,1%                  |                       |
| Non risponde            | 0,3%                  | 2,2%                  |                       |

Sebbene i dibattiti intellettuali sul ruolo dell'Islam abbiano suscitato un interesse diffuso, non hanno provocato il tipo di controversia scoppiata sulla questione dell'abbigliamento appropriato per le donne musulmane. All'inizio degli anni 1980, le studentesse universitarie, determinate a dimostrare il loro impegno per l'Islam, iniziarono a coprirsi la testa e il collo con sciarpe e ad indossare lunghi soprabiti che nascondevano le forme. L'apparizione di queste donne nelle cittadelle del secolarismo turco sconvolse quegli uomini e quelle donne che tendevano a percepire tale abbigliamento come un simbolo del tradizionalismo islamico che andava rifiutato. Nel 1987, laici militanti persuasero il Consiglio per l'istruzione superiore a emanare un regolamento che vietava alle studentesse universitarie di coprirsi la testa in classe. Le proteste di migliaia di studenti religiosi e di alcuni professori universitari costrinsero diverse università a rinunciare all'applicazione del codice dell'abbigliamento. La questione continuò a essere seriamente divisiva a metà degli anni 1990. Per tutta la prima metà del decennio, anche donne altamente istruite, articolate ma religiosamente pie, apparivano in pubblico vestite con abiti islamici che nascondevano tutto tranne il viso e le mani. Altre donne, in particolare ad Ankara, Istanbul e Smirne, manifestarono contro tale abbigliamento indossando abiti rivelatori e distintivi con l'immagine di Atatürk. La questione è discussa e dibattuta in quasi tutti i tipi di forum: artistico, commerciale, culturale, economico, politico e religioso. Per molti cittadini turchi, l'abbigliamento femminile è diventato il problema che definisce se un musulmano è laico o religioso. Nel 2010, il consiglio turco per l'istruzione superiore (YÖK) ha revocato il divieto del velo nelle università. Dall'inizio della sua presidenza, il presidente Recep Tayyip Erdogan ha aumentato drasticamente il numero di scuole superiori religiose in tutta la Turchia per sostenere il suo piano di allevare una generazione più pia. Tuttavia, questa spinta alla pietà nei bambini delle scuole sembra aver avuto un effetto negativo, poiché ci sono prove aneddotiche di un numero notevole di studenti turchi delle scuole superiori religiose che ammettono la loro perdita di fede nelle credenze islamiche, il che ha causato una notevole quantità di discussioni tra politici e religiosi.
Più recentemente, nel 2016, la Turchia ha approvato l'hijab come parte dell'uniforme ufficiale della polizia. Per la prima volta, le poliziotte potranno coprirsi la testa con un velo sotto i berretti della divisa. Questo atto è stato spinto dal Partito per la giustizia e lo sviluppo (AKP) del presidente Recep Tayyip Erdogan, di matrice islamista, che ha spinto per le restrizioni allentate sull'hijab.

## Denominazioni

In Turchia sono praticate molte delle denominazioni dell'Islam.

### Islam sunnita
La stragrande maggioranza dell'attuale popolo turco è musulmana e la scuola di giurisprudenza più popolare è la madh'hab hanafita dell'Islam sunnita secondo il sondaggio di ricerca e consulenza KONDA condotto in tutta la Turchia nel 2007. La Hanafi madhhab era la scuola ufficiale di giurisprudenza islamica sposata dall'Impero ottomano e un sondaggio del 2013 condotto dalla Direzione turca degli affari religiosi indica che il 77,5% dei musulmani turchi si identifica come Hanafi. Sebbene le scuole di teologia islamica Maturidi e Ash'ari (che applicano Ilm al-Kalam o pensiero razionale per comprendere il Corano e gli hadith) siano state le credenze dominanti in Turchia, a causa della loro diffusa accettazione e propagazione, dall'inizio dell'Impero Ottomano, il credo Athari (letteralista) del movimento salafita ha visto una crescente accettazione.
Rispetto alla scuola islamica Hanbali, quella Hanafi assume una visione molto più liberale della religione, consentendo un'interpretazione più indulgente della legge religiosa.
La fede islamica sunnita è stata ininterrottamente la fede dominante dal 661. Il nome sunnita deriva dall'enfasi sull'importanza della Sunna, che è correlata all'istituzione delle leggi della Shari'a.

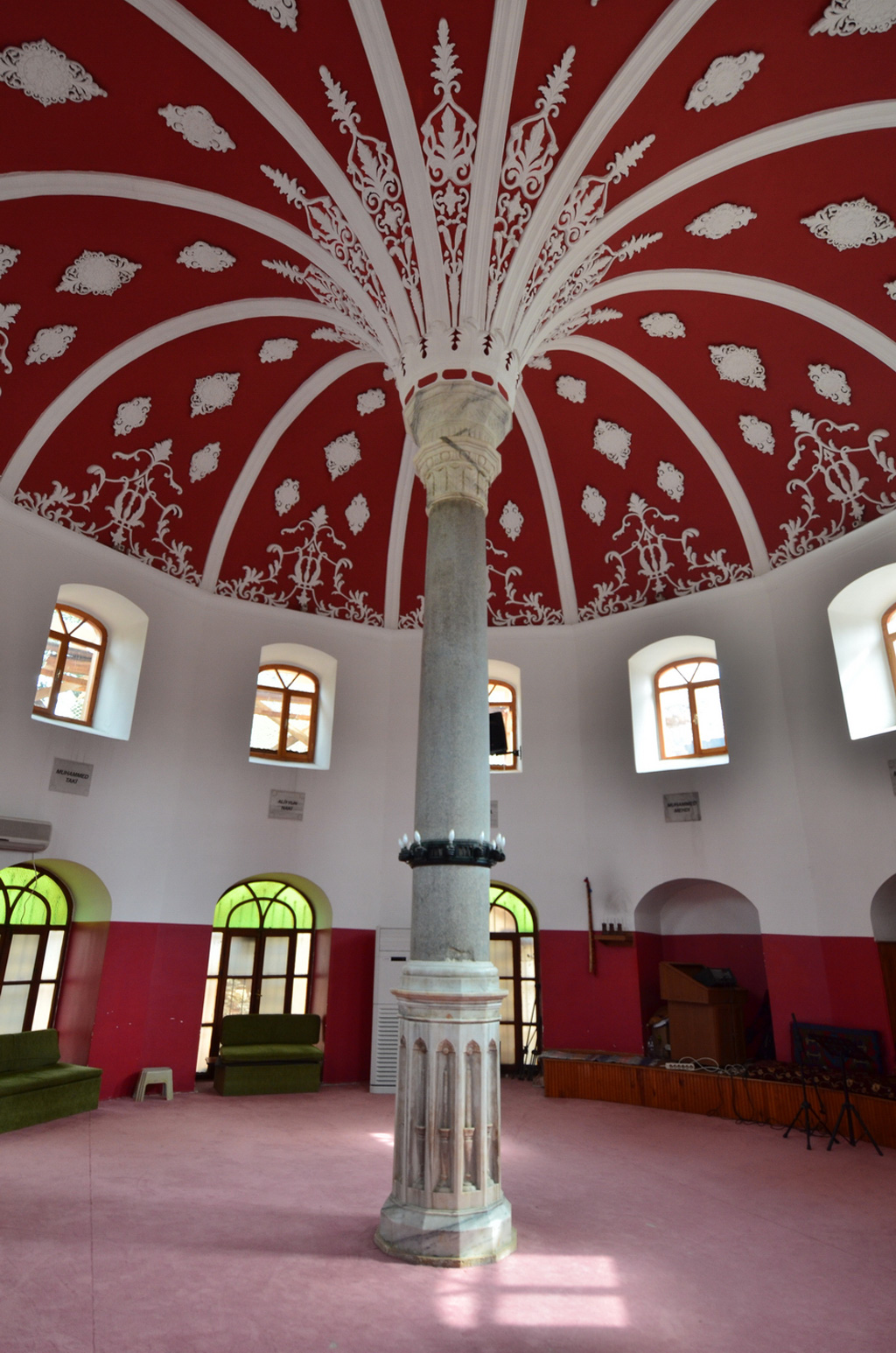
Interno dello storico Şahkulu Sultan Dergahi Cemevi a Kadıköy, Istanbul.

In Turchia, Maometto è spesso chiamato "Hazret-i Muhammed" o "Peygamber Efendimiz" (il nostro profeta).
Il ramo duodecimano dell'Islam sciita in Turchia è composto da Ja'fari aqidah, Batiniyya - Sufi aqidah, Alevīs e Cillī, Maymūn ibn Abu'l-Qāsim Sulaiman ibn Ahmad ibn at -Tabarānī e degli alawiti, che complessivamente costituisce quasi un terzo dell'intera popolazione del paese. Una stima per la popolazione turca alevita varia tra i sette e gli undici milioni. Oltre il 75% della popolazione, d'altra parte, è costituita in modo schiacciante da Maturidi, Hanafi e Ash'ari sunniti.
A differenza dell'uso comune del termine "sciita" in altre lingue, in turco viene usato il termine Aleviler per rappresentare tutte le sette musulmane sciite. Inoltre, il termine Kızılbaş nella storia è stato usato in senso peggiorativo per tutti gli sciiti in Anatolia.

#### Aleviti
Ci sono circa 7-9 milioni di aleviti in Turchia che costituiscono circa il 10% della popolazione totale.

#### Ja'faris
I seguaci della giurisprudenza Ja'fari costituiscono la terza comunità per grandezza con i loro oltre tre milioni di membri e la maggior parte di loro vive nelle province orientali vicine all'Azerbaigian, in particolare nella provincia di Iğdır. Hanno 70 moschee a Istanbul e circa 300 in tutto il paese e non ricevono finanziamenti statali per le loro moschee e imam poiché la Presidenza degli affari religiosi (Diyanet) è esclusivamente sunnita.

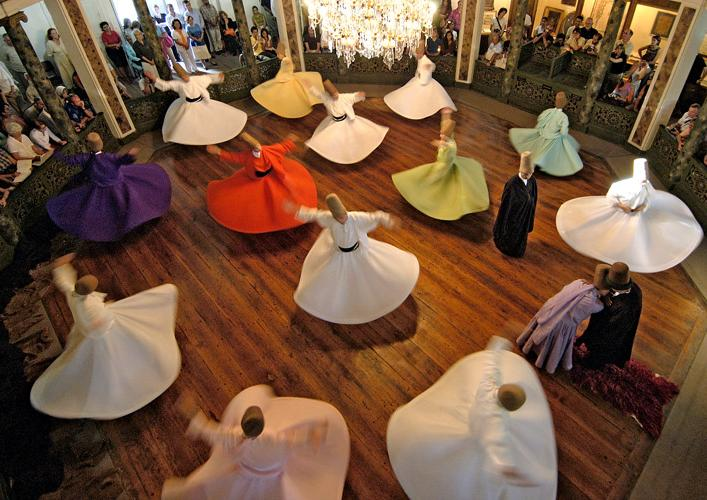
Dervisci rotanti sufi turchi.

#### Alawiti
La maggior parte della comunità alawita in Turchia, con una popolazione stimata di circa 1.000.000 vive nella provincia di Hatay, dove rappresentano quasi la metà della popolazione totale, principalmente nei distretti di Arsuz, Defne e Samandağ, dove gli alawiti costituiscono la maggioranza e ad Alessandretta e Antiochia dove costituiscono una minoranza significativa della popolazione. Comunità alawite più grandi si trovano anche nella regione di Çukurova, principalmente dentro e intorno alle città di Adana, Tarso e Mersina.

### Sufismo
L'Islam popolare in Turchia ha derivato molte delle sue pratiche popolari dal sufismo che ha una buona presenza in Turchia e in Egitto. Particolari shaikh sufi, e occasionalmente altri individui ritenuti devoti, erano considerati dopo la morte come santi con poteri speciali. La venerazione dei santi (sia maschi che femmine) e i pellegrinaggi ai loro santuari e tombe rappresentano un aspetto importante dell'Islam popolare nel Paese che ha continuato ad abbracciare tali pratiche sebbene la venerazione dei santi sia stata ufficialmente scoraggiata dagli anni 1930. Le targhe affisse in vari santuari vietano l'accensione di candele, l'offerta di oggetti votivi e le relative attività devozionali in questi luoghi. Gli shaykh sufi moderni, con grandi seguaci in Turchia, includono Shaykh Mehmet Efendi (residente a Istanbul) e Mawlana Sheikh Nazim Al-Haqqani che risiedeva a Leuka, Cipro del Nord, fino alla sua morte nel maggio 2014.

### Coranisti
Coloro che non accettano l'autorità degli hadith, noti come Coranisti, Quraniyoon o Ahl al-Quran, sono presenti anche in Turchia, dove le idee coraniste sono diventate particolarmente evidenti, con porzioni di giovani che hanno lasciato l'Islam o si sono convertite al Coranismo. C'è stato un significativo fiorire di borse di studio coraniche in Turchia, con la presenza anche di professori di teologia coranica in importanti università, inclusi studiosi come Yaşar Nuri Öztürk e Caner Taslaman. Alcuni credono che ci siano coranisti segreti anche nel Diyanet stesso.
La presidenza turca degli affari religiosi (Diyanet) critica e insulta regolarmente i coranisti, non concede loro alcun riconoscimento e li chiama kafir (miscredenti). I coranisti hanno risposto con argomentazioni e li hanno sfidati a un dibattito.
| Religione                            | Popolazione stimata                     | Misure di espropriazione | Riconoscimento ufficiale attraverso la Costituzione o trattati internazionali | Finanziamento governativo dei luoghi di culto e del personale religioso |
| ------------------------------------ | --------------------------------------- | ------------------------ | --- | ----------------------------------------------------------------------- |
| Islam sunnita - Hanafi e Shafi'i     | Dal 78,2 all'84,7% (da 60 a 64 milioni) | No                       | Si attraverso il Diyanet di cui alla Costituzione (art.136) | Si attraverso il Diyanet                                                |
| Islam sciita - Aleviti               | Dal 9 al 14,5% (da 7 a 11 milioni)      | Si                       | No. All'inizio del XV secolo, a causa dell'insostenibile oppressione ottomana, gli aleviti sostennero Shah Ismail I che aveva origini turkmene. I sostenitori di Shah Ismail I, che indossavano un berretto rosso con dodici pieghe in riferimento ai 12 Imam, erano chiamati Qizilbash. Gli ottomani arabizzati consideravano i Qizilbash (Alevi) come nemici a causa delle loro origini turkmene. Oggi, Cemevi, i luoghi di culto degli Alevi - Bektashi non hanno alcun riconoscimento ufficiale. | No                                                                      |
| Islam sciita - Bektashi              | Dal 9 al 14,5% (da 7 a 11 milioni)      | Si                       | No. Nel 1826 con l'abolizione del corpo dei giannizzeri i Bektashi tekke (convento dei dervisci) furono chiusi. | No                                                                      |
| Islam sciita - Ja'fari               | 4% (3 milioni)                          |                          | No | No                                                                      |
| Islam sciita - Nusayrīya             | Intorno a 1 milione                     |                          | No | No                                                                      |
| Ghair Muqallid e coranisti musulmani | 2% (1,5 milioni)                        | -                        | - | -                                                                       |

La Turchia è un membro fondatore dell'Organizzazione per la Cooperazione Islamica (OIC, già Organizzazione della Conferenza Islamica). La sede di alcune organizzazioni islamiche si trova in Turchia:
- Il Forum della Gioventù della Conferenza Islamica per il Dialogo e la Cooperazione (ICYF-DC) a Istanbul
- Il Centro di ricerca per la storia, l'arte e la cultura islamica (IRCICA), a Istanbul, e
- Il Centro di ricerca e formazione statistica, economica e sociale per i paesi islamici (SESRIC) ad Ankara.